# Louis Foster
 (septembre 2024).
Si vous disposez d'ouvrages ou d'articles de référence ou si vous connaissez des sites web de qualité traitant du thème abordé ici, merci de compléter l'article en donnant les références utiles à sa vérifiabilité et en les liant à la section « Notes et références ».
Louis Foster, né le 27 juillet 2003 dans le Hampshire, est un pilote automobile britannique.

## Biographie

### Formule 4 Britannique
Après son passage réussi en championnat Ginetta Junior, Foster passe à la monoplace lorsqu'il rejoint Double R Racing pour disputer le Championnat de Grande-Bretagne de Formule 4. Il remporte la victoire dans la deuxième course de la saison, qui est suivie par un week-end réussi à Donington Park, où il s'adjuge deux des courses et une troisième place dans l'autre. Au long de la saison, Foster accumule trois autres victoires et neuf podiums, se montrant notamment dominant lors de la manche de Silverstone pour terminer l'année troisième du championnat, restant dans la course au titre jusqu'au week-end final de la saison à Brands Hatch.

### Formule 3 Britannique
Pour 2020, Foster est promu en Formule 3 Britannique, restant avec Double R Racing. Le tour d'ouverture à Oulton Park, prévu les 11 et 13 avril, est reporté en raison de la pandémie de COVID-19. La saison commence réellement sur ce circuit les 1er et 2 août. Dans la séance de qualification, Foster remporte les deux pole positions lors de son premier week-end dans la série. Il obtient alors un premier podium. À Donington Park, Foster décroche sa première victoire de la série, partant de la première rangée de la grille. Il obtient ensuite une série de classements parmi les dix premiers, notamment en remontant de dix places de la 18e à la 8e dans la deuxième course à Donington Park. Un autre succès vient à Brands Hatch lorsque Foster réalise trois top-six, y compris un podium pour la troisième place dans la course finale. Le pilote de 17 ans continue sur sa lancée dans la deuxième manche de la série à Donington Park, où il remporte une autre victoire. Snetterton est le week-end le plus réussi de Foster dans la série à ce jour, le coureur du Hampshire obtenant sa deuxième double pole position de la saison avant de les convertir en sa troisième victoire de l'année et obtenir un autre podium (deuxième place), avec aussi des quatrième et cinquième places aux deux autres courses.

### Euroformula Open

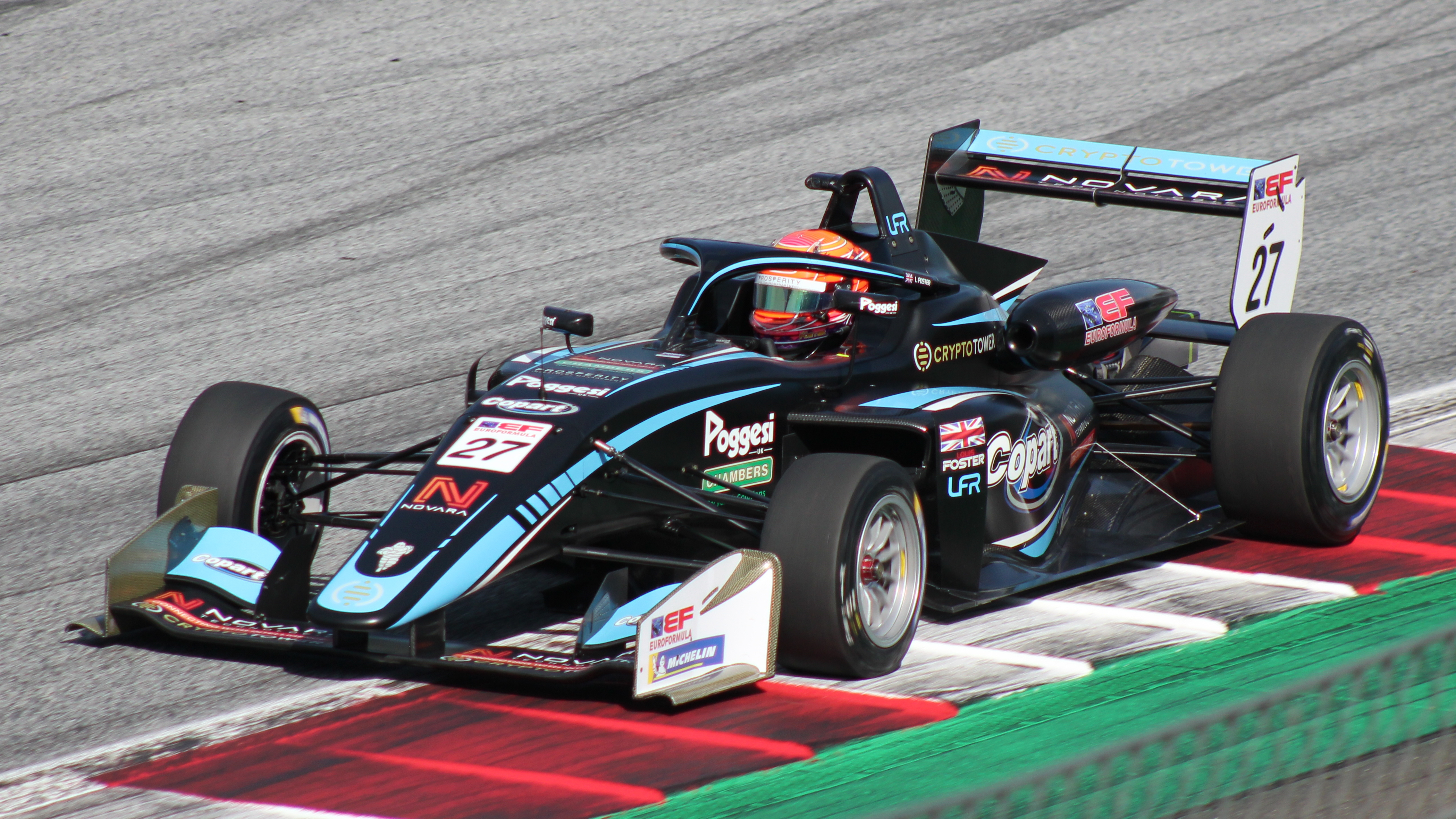
Louis Foster en Euroformula Open, sur le Red Bull Ring en 2021.

Il est annoncé en octobre 2020 que Foster fera ses débuts en Euroformula Open sur le Circuit de Spa-Francorchamps. En concurrence avec Double R Racing une fois de plus, Foster se hisse dans le top dix dans la course d'ouverture. Se qualifiant en cinquième place pour la deuxième course, il s'élance troisième dans le premier tour et remporte la victoire. Il participe à la finale de la saison, reprogrammée sur le Circuit de Barcelone, la piste accueillant quatre courses au lieu de deux à la suite de l'annulation de la manche qui devait se disputer sur le Circuit de Jarama. Après s'être qualifié 11e, 10e, 4e et 12e, Foster  terminant huitième dans les courses 1 et 2. Parti quatrième de la troisième course, il passe deux voitures au premier tour pour prendre la deuxième place.

## Résultats en compétition automobile
| Saison    | Championnat                                 | Écurie              | Courses | Victoires | Pole positions | Meilleurs tours | Podiums | Points | Classement |
| --------- | ------------------------------------------- | ------------------- | ------- | --------- | -------------- | --------------- | ------- | ------ | ---------- |
| 2017      | Championnat Ginetta Junior                  | Elite Motorsport    | 9       | 0         | 0              | 0               | 0       | 75     | 19e        |
| 2017      | Ginetta Junior Winter Series                | Elite Motorsport    | 4       | 0         | 0              | 0               | 0       | 76     | 6e         |
| 2018      | Championnat Ginetta Junior                  | Elite Motorsport    | 26      | 9         | 4              | 2               | 19      | 671    | 2e         |
| 2019      | Championnat de Grande-Bretagne de Formule 4 | Double R Racing     | 30      | 6         | 5              | 9               | 13      | 353    | 3e         |
| 2019–2020 | MRF Challenge Formula 2000                  | MRF Racing          | 6       | 1         | 0              | 2               | 2       | 79     | 10e        |
| 2020      | Championnat de Grande-Bretagne de Formule 3 | Double R Racing     | 24      | 3         | 4              | 1               | 6       | 396    | 3e         |
| 2020      | Euroformula Open                            | Double R Racing     | 7       | 1         | 0              | 0               | 2       | 57     | 12e        |
| 2021      | Euroformula Open                            | CryptoTower Racing  | 30      | 3         | 2              | 4               | 13      | 315    | 2e         |
| 2022      | Indy Pro 2000 Championship                  | Exclusive Autosport | 18      | 7         | 5              | 10              | 12      | 451    | Champion   |
| 2023      | Formule Régionale Océanie                   | Giles Motorsport    | 9       | 1         | 0              | 4               | 4       | 146    | 12e        |
| 2023      | Indy Lights Series                          | Andretti Autosport  | 14      | 2         | 4              | 2               | 6       | 410    | 4e         |
| 2024      | Indy Lights Series                          | Andretti Global     | 14      | 8         | 7              | 7               | 12      | 639    | Champion   |

### Résultats en IndyCar Series
| Saison | Écurie                         | GP disputés | Pole positions | Victoires | Podiums | Meilleur tours | Points inscrits | Classement |
| ------ | ------------------------------ | ----------- | -------------- | --------- | ------- | -------------- | --------------- | ---------- |
| 2025   | Rahal Letterman Lanigan Racing |             |                |           |         |                |                 | e          |